# 안성 칠장사 대웅전 영산회상도
안성 칠장사 대웅전영산회상도(安城 七長寺 大雄殿靈山會上圖)는 대한민국 경기도 안성시 죽산면, 칠장사 대웅전에 있는 조선시대의 불화이다. 2010년 3월 23일 경기도의 유형문화재 제239호로 지정되었다.

## 개요
불화의 설채법, 화면구성, 필선 등이 19세기 전반의 경기도를 중심으로 활동한 불화승의 계보를 밝힐수 있는 중요한 작품이다.

## 같이 보기
- 칠장사

## 참고 자료
- 안성 칠장사 대웅전영산회상도 - 국가유산청 국가유산포털